# Ichthyophis acuminatus
Ichthyophis acuminatus é um anfíbio gimnofiono da família Ichthyophiidae endémica da Tailândia, embora não haja muitos dados sobre a sua distribuição.